# Vermiophis ganguanensis
Vermiophis ganguanensis är en tvåvingeart som beskrevs av Yang 1979. Vermiophis ganguanensis ingår i släktet Vermiophis och familjen Vermileonidae. Inga underarter finns listade i Catalogue of Life.